# 劉東 (弘治進士)
劉東（1466年—？），字元昭，河南河南府洛陽縣人，民籍，明朝政治人物。

## 生平
河南鄉試第五十一名舉人。弘治九年（1496年）中式丙辰科會試第二百六十四名，二甲第二十六名進士。

## 家族
曾祖劉榮；祖父劉亮；父劉健，母王氏；繼母陳氏。具慶下。